# Albert Bielschowsky
Albert Bielschowsky (ur. 3 stycznia 1847 w Namysłowie, zm. 21 października 1902 w Berlinie) – niemiecki historyk literatury, biograf Goethego.

## Wybrane prace
- Friederike Brion, ein Beitrag zur Goethe-Literatur (1880)
- Goethe. Sein Leben und seine Werke, 2 vols. Munich: C. H. Beck'sche Verlagsbuchhandlung. 1895-1903
- The Life Of Goethe: 1749-1788, From Birth To The Return From Italy
- The Life of Goethe: 1788-1815, from the Italian Journey to the Wars of Liberation
- The Life of Goethe: 1815-1832, from the Congress of Vienna to the Poet's Death